# Here and Now - Una famiglia americana
Here and Now - Una famiglia americana (Here and Now) è una serie televisiva statunitense creata da Alan Ball per il network HBO.
La prima stagione, composta da 10 episodi, ha debuttato negli Stati Uniti d'America l'11 febbraio 2018. La serie è prodotta dalla Your Face Goes Here Entertainment di Ball.
Il 25 aprile 2018 la serie viene cancellata dopo una sola stagione prodotta.

## Trama
La serie è incentrata sulle vicende di una famiglia multirazziale contemporanea: il professore di filosofia Greg Bishop, la moglie terapista Audrey, i loro tre figli adottivi dalla Liberia, Vietnam e Colombia, oltre alla figlia biologica Kristen. Quando uno dei figli inizia a vedere cose che gli altri non possono vedere, viene preso in cura da uno psichiatra, porterà a galla le spaccature di una famiglia multietnica apparentemente perfetta.

## Episodi
| Stagione       | Episodi | Prima TV USA | Prima TV Italia |
| -------------- | ------- | ------------ | --------------- |
| Prima stagione | 10      | 2018         | 2018            |

## Personaggi e interpreti

### Principali
- Audrey Bayer, interpretata da Holly Hunter, doppiata da Alessandra Korompay.
Una terapista.
- Greg Boatwright, interpretato da Tim Robbins, doppiato da Massimo Rossi.
Marito di Audrey e professore di filosofia.
- Ashley Collins, interpretata da Jerrika Hinton, doppiata da Benedetta Degli Innocenti.
Adottata dai Bayer-Boatwright dalla Liberia, ora creatrice e proprietaria di un proprio sito web di vendita di abbigliamento.
- Duc Bayer-Boatwright, interpretato da Raymond Lee, doppiato da Gabriele Lopez.
Adottato dal Vietnam quando aveva cinque anni, ora è un life coach di successo.
- Ramon Bayer-Boatwright, interpretato da Daniel Zovatto, doppiato da Manuel Meli.
Adottato da un orfanotrofio in Colombia a 18 mesi, ora studia all'ultimo anno di college video game design.
- Kristen Bayer-Boatwright, interpretata da Sosie Bacon, doppiata da Eva Padoan.
Studentessa al terzo anno di scuola superiore e unica figlia biologica.
- Dott. Farid Shokrani, interpretato da Peter Macdissi, doppiato da Franco Mannella.
Psichiatra di Ramon.
- Malcolm Collins, interpretato da Joe Williamson, doppiato da Marco Vivio.
Marito di Ashley e miglior amico di Duc, è assistente personal trainer della squadra di calcio femminile del Portland.
- Henry Bergen, interpretato da Andy Bean, doppiato da Paolo De Santis.
Spirito libero che si innamora di Ramon.
- Navid Shokrani, interpretato da Marwan Salama.
Adolescente musulmano e gender fluid, figlio del dottor. Shokrani.

### Ricorrenti
- Leyla Shokrani, interpretata da Necar Zadegan.
Moglie del dottor Shokrani e madre di Navid.
- Hailey Collins, interpretata da Avynn Crowder-Jones.
Figlia di Ashley e Malcolm.
- Steven Benjamin, interpretato da Tim DeKay.
Facoltoso amico di Audrey.
- Ike Bayer, interpretato da Ted Levine.
Fratello schizofrenico di Audrey.